# ATP Nizza 1972 - Doppio
Il doppio del torneo di tennis ATP Nizza 1972, facente parte della categoria Grand Prix, ha avuto come vincitori Jan Kodeš e Stan Smith che hanno battuto in finale Frew McMillan e Ilie Năstase con il punteggio di 6–3, 3–6, 7–5.

## Tabellone

### Legenda
| - Q = Qualificato - WC = Wild card - LL = Lucky loser | - ALT = Alternate - SE = Special Exempt - PR = Protected Ranking | - w/o = Walkover - r = Ritirato - d = Squalificato |

|  | Quarti di finale                | Quarti di finale                | Quarti di finale               | Quarti di finale | Quarti di finale |  |  | Semifinali                     | Semifinali                     | Semifinali                     | Semifinali           | Semifinali |   |   | Finale                     | Finale                     | Finale | Finale | Finale |  |
|  |                                 |                                 |                                |                  |                  |  |  |                                |                                |                                |                      |            |   |   |                            |                            |        |        |        |  |
|  | Frew McMillan Ilie Năstase      | Frew McMillan Ilie Năstase      | Frew McMillan Ilie Năstase     | 6                | 6                |  |  |                                |                                |                                |                      |            |   |   |                            |                            |        |        |        |  |
|  | Jimmy Connors Tom Gorman        | Jimmy Connors Tom Gorman        | Jimmy Connors Tom Gorman       | 3                | 4                |  |  | Frew McMillan Ilie Năstase     | Frew McMillan Ilie Năstase     | Frew McMillan Ilie Năstase     | 0                    | 0          |   |   |                            |                            |        |        |        |  |
|  | Bernard Mignot Andrew Pattison  | Bernard Mignot Andrew Pattison  | Bernard Mignot Andrew Pattison | 8                | 6                |  |  | Bernard Mignot Andrew Pattison | Bernard Mignot Andrew Pattison | Bernard Mignot Andrew Pattison | 0                    | 1          |   |   |                            |                            |        |        |        |  |
|  | P Dominguez Patrick Proisy      | P Dominguez Patrick Proisy      | P Dominguez Patrick Proisy     | 6                | 2                |  |  |                                |                                |                                |                      |            |   |   | Frew McMillan Ilie Năstase | Frew McMillan Ilie Năstase | 3      | 6      | 5      |  |
|  | Pierre Barthes Georges Goven    | Pierre Barthes Georges Goven    | 1                              | 6                | 6                |  |  |                                |                                | Jan Kodeš Stan Smith           | Jan Kodeš Stan Smith | 6          | 3 | 7 |                            |                            |        |        |        |  |
|  | Dick Crealy Raymond Moore       | Dick Crealy Raymond Moore       | 6                              | 3                | 4                |  |  | Pierre Barthes Georges Goven   | Pierre Barthes Georges Goven   | Pierre Barthes Georges Goven   | 8                    | 1          |   |   |                            |                            |        |        |        |  |
|  | Jan Kodeš Stan Smith            | Jan Kodeš Stan Smith            | 6                              | 4                | 6                |  |  | Jan Kodeš Stan Smith           | Jan Kodeš Stan Smith           | Jan Kodeš Stan Smith           | 10                   | 6          |   |   |                            |                            |        |        |        |  |
|  | Pietro Marzano B Phillips-Moore | Pietro Marzano B Phillips-Moore | 4                              | 6                | 1                |  |  |                                |                                |                                |                      |            |   |   |                            |                            |        |        |        |  |